# Argeu I

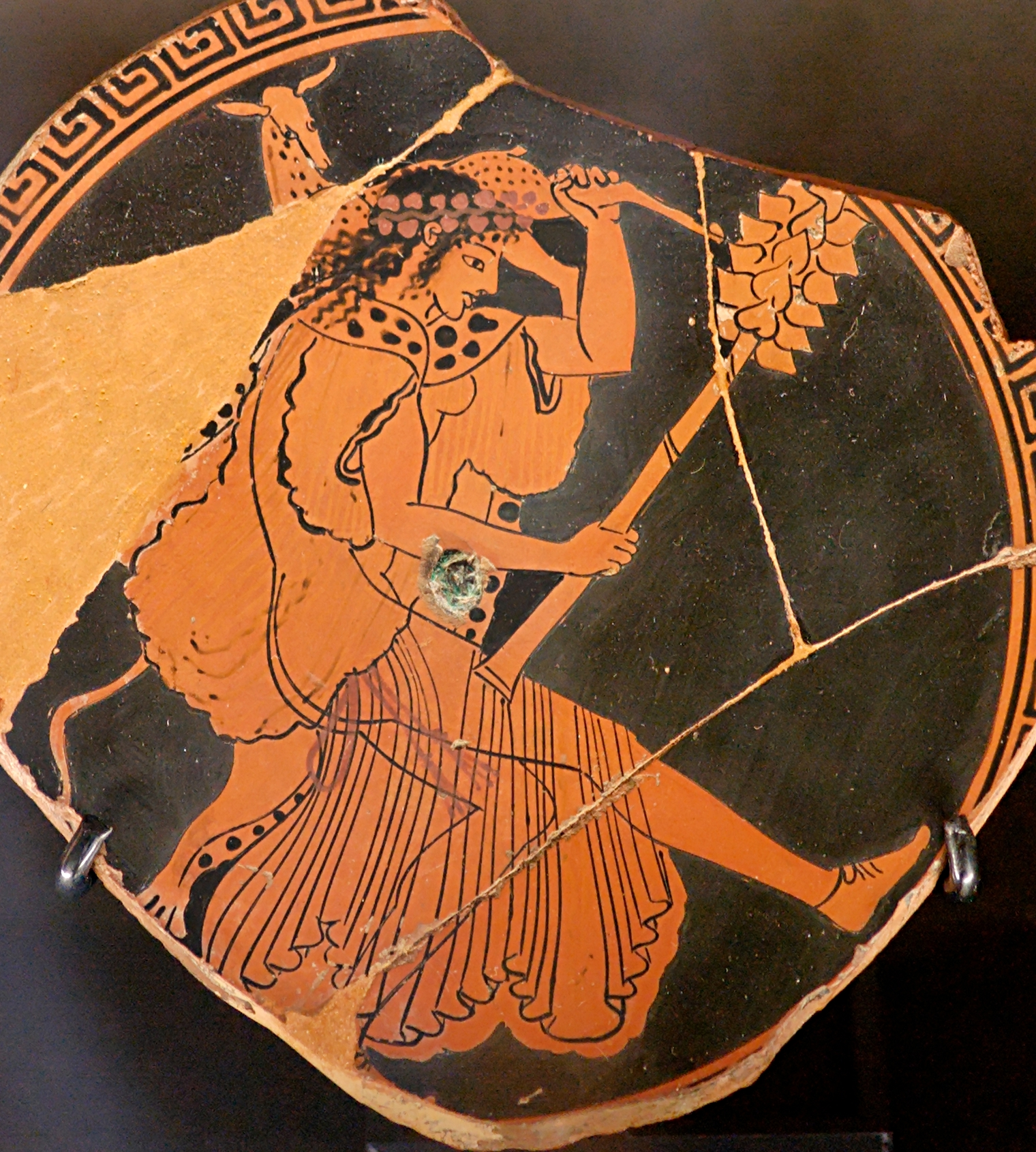
Segons la història de Poliè el Macedoni, Argeu va fundar el culte de Dionís amb les Mènades (representades aquí en un fragment de gerro del 480 aC).

Argeu (en llatí Argaeus, en grec antic Ἀργαῖος) fou rei de Macedònia, fill i successor de Perdicas I.
Segons Heròdot i Tucídides va ser el fundador de la Dinastia argèada, i Dexip dona al seu regnat una duració de 34 anys, però aparentment amb molt poca autoritat.